# Gaither Vocal Band
Gaither Vocal Band es un cuarteto estadounidense de música Góspel formado en 1980, originalmente denominados "The New Gaither Vocal Band" (hasta 1985). También identificados por la sigla GVB, desde 2017 está formado por: Bill Gaither (Bajo), Reggie Smith (Primer tenor), Wes Hampton (Segundo tenor), Adam Crabb (Voz principal) y Todd Suttles (Barítono). 
La alineación de la banda cambia a menudo, con artistas que se van a trabajar en carreras en solitario, y otros vienen a reemplazarlos. Además de Bill Gaither, los cantantes con más antigüedad en la banda son Guy Penrod (1995-2008), Mark Lowry (1988-2002, 2009-13), Michael English (1985-94, 2009-13), David Phelps (1997- 2005, 2009-17) y Wes Hampton (2005-presente).

## Biografía
Según Bill Gaither, el cantante de bajo Lee Young, se inició como un cuarteto absolutamente improvisado al calor del momento previo de un concierto, en el que diversos exponentes del Góspel tuvieron parte, entre ellos Bill Gaither, Gary McSpadden, el tenor Steve Green y el propio Young, quienes se unieron para interpretar la canción First day in heaven e integraron posteriormente el cuarteto original en 1980. Una confirmación de esta fecha puede encontrarse en el álbum doble de Bill Gaither Trio Live Across America(1980), según la explicación e introducción que el propio Gaither hace de la canción en este disco. Este arreglo es un tanto distinto del que aparece en el disco debut homónimo de la banda The New Gaither Vocal Band (1981). El nombre fue escogido pues no quería restringirse el número de integrantes del grupo, situación que sí ocurría con el proyecto musical que el miembro fundador (Bill) tenía junto a su mujer Gloria y su hermano Danny, así como con los numerosos Quartet que copaban la escena musical evangélica de la época.
Lee Young se retiró en 1982, llegando Jon Mohr en su reemplazo como nuevo cantante de bajo. Fue en aquel año que grabaron su segundo álbum Passin` The Faith Along, el cual se editó en 1983. Posteriormente, luego del retiro de Steve Green, el primer tenor Larnelle Harris fue contratado como su sucesor, lanzándose el tercer disco del grupo, The New point Of View, poco antes de que Jon Mohr abandonara el cuarteto.
En este punto The New Gaither Vocal Band sufrió una renovación, cambiando el nombre del cuarteto al que tiene en la actualidad. Bill Gaither comenzó a cantar en el registro de Bajo (llamado en la época "barítono bajo"), Gary McSpadden asumió la voz de barítono y Michael English fue contratado como la voz principal del grupo en 1986. Aunque el disco anterior (The New Point Of View) había experimentado con un estilo más contemporáneo que sus predecesores, el cuarto disco 1 X One de 1986, debutaba con el nuevo nombre y formación de la banda y con un sonido y estilo aún más sofisticados. Luego de este álbum Larnelle se retiró, siendo reemplazado por un cantante llamado Lemuel Miller, quien no alcanzó a grabar con el cuarteto antes de abandonarlo. Fue reemplazado por el ex primer tenor de The Imperials, Jim Murray. En 1988 se editó el disco Wings antes de que Gary McSpadden dejara el grupo para dedicar más tiempo a su carrera en solitario. Ese mismo año Mark Lowry fue seleccionado para reemplazarlo.

## Discografía esencial
| 1981 | The New Gaither Vocal Band         | Steve Green (1T), Gary McSpadden (2T), Bill Gaither (b), Lee Young (B)                 | He came down to my level, Your first day in heaven |  |  |
| 1983 | Passin´the faith along             | Steve Green(1T), Gary McSpadden (2T), Bill Gaither (b), Jon Mohr (B)                   | Passing the faith along, We´ll stand together |  |  |
| 1984 | New point of view                  | Larnelle Harris (1T), Gary McSpadden (2T), Bill Gaither (b), Jon Mohr (B)              | Alpha and Omega, That´s when the angels rejoice, Blessed Messiah |  |  |
| 1986 | One X 1                            | Larnelle Harris (1T), Michael English (2T), Gary McSpadden (b), Bill Gaither (B)       | Can´t stop talking about him, Lamb of God, The Lord of Hosts |  |  |
| 1988 | Wings                              | Jim Murray (1T), Michael English (2T), Gary McSpadden (b), Bill Gaither (B)            | Daystar (shine down on me), Joy comes in the morning |  |  |
| 1990 | A Few Good Men                     | Jim Murray (1T), Michael English (2T), Mark Lowry (b), Bill Gaither (B)                | Few Good Men, There is a Mountain, Beyond the Open Door, These are they |  |  |
| 1991 | Homecoming                         | Jim Murray (1T), Michael English (2T), Mark Lowry (b), Bill Gaither (B)                | Temporary home, I´ll meet you in the morning, What a happy time |  |  |
| 1993 | Peace of the rock                  | Terry Franklin (1T), Michael English (2T), Mark Lowry (b), Bill Gaither (B)            | The Voice of the Father, Home where i belong, Every day, every hour, Peace of The Rock |  |  |
| 1993 | Southern Classics                  | Terry Franklin (1T), Michael English (2T), Mark Lowry (b), Bill Gaither (B)            | Satisfied, There is a river, Little is much when God is in it, Jesus on the Mainline |  |  |
| 1994 | Testify                            | Jonathan Pierce (1T), Buddy Mullins (2T), Mark Lowry (b), Bill Gaither (B)             | John The Revelator, Mountains of Mercy, Home, Testify |  |  |
| 1996 | Southern Classics Volume 2         | Jonathan Pierce (1T), Guy Penrod (2T), Mark Lowry (b), Bill Gaither (B)                | Search me Lord, When we all get together, Old rugged cross made the difference, Yes I Know |  |  |
| 1997 | Lovin' God & Lovin' Each Other     | Jonathan Pierce (1T), Guy Penrod (2T), Mark Lowry (b), Bill Gaither (B)                | I believe in a hill called Mount Calvary, Lovin' God & Lovin' Each Other, My Lord and I |  |  |
| 1998 | Still the Greatest Story ever told | David Phelps (1T), Guy Penrod (2T), Mark Lowry (b), Bill Gaither (B)                   | Mary was the first one to carry the Gospel, Reaching, Mary Did You Know |  |  |
| 1999 | God is Good                        | David Phelps (1T), Guy Penrod (2T), Mark Lowry (b), Bill Gaither (B)                   | God is Good All The Time, Let Freedom Ring, He Touched me, Satisfied (Hallelujah), I Heard It First On The Radio |  |  |
| 2000 | I Do Believe                       | David Phelps (1T), Guy Penrod (2T), Mark Lowry (b), Bill Gaither (B)                   | I Do Believe, Sinner Saved By Grace, Oh What a Time, He´s watching me, On The Authority |  |  |
| 2002 | Everything Good                    | David Phelps (1T), Guy Penrod (2T), Russ Taff (b), Bill Gaither (B)                    | I´m Gonna Sing, Everything Good, It Is Finished, Alpha and Omega, Not Gonna Worry |  |  |
| 2003 | A Cappella                         | David Phelps (1T), Guy Penrod (2T), Russ Taff (b), Bill Gaither (B)                    | Low Down The Chariot, He Will Carry You, Leave it There/What a Friend We Have in Jesus |  |  |
| 2006 | Give It Away                       | Wes Hampton (1T), Guy Penrod (2T), Marshall Hall (b), Bill Gaither (B)                 | Bread Upon The Water, My Journey To The Sky, Give It Away, Jesus Loves Me |  |  |
| 2008 | Lovin' Life                        | Wes Hampton(1T), Guy Penrod (2T), Marshall Hall (b), Bill Gaither (B)                  | I'm Forgiven, Build An Ark, Jesus And John Wayne, Go Ask, Home Of Your Dreams, Search Me Lord, Lonely Mile, There's Always A Place At The Table, The Diff'rence Is In Me, I'm Loving Life, When I Cry, Prisoner Of Hope, Then He Bowed His Head And Died |  |  |
| 2009 | Reunited                           | David Phelps(1T), Wes Hampton(2T), Michael English(3T), Mark Lowry(b), Bill Gaither(B) | I Believe In A Hill Called Mount Calvary, It Is Finished, He touched me, Because He lives, Worthy the Lamb |  |  |
| 2010 | Better Day                         | David Phelps(1T), Wes Hampton(2T), Michael English(3T), Mark Lowry(b), Bill Gaither(B) | Better Day, Go Ask, Alpha and Omega, Hide Thou Me, Nessun Dorma |  |  |
| 2010 | Greatly Blessed                    | David Phelps(1T), Wes Hampton(2T), Michael English(3T), Mark Lowry(b), Bill Gaither(B) | Better Day, When He Blest My Soul, You Are My All in All, Please Forgive Me, Greatly Blessed, Highly Favored, He’s Alive, Clean,I Know How to Say Thank You                                                                                              |  |  |
| 2011 | I Am a Promise                     | David Phelps(1T), Wes Hampton(2T), Michael English(3T), Mark Lowry(b), Bill Gaither(B) | Jesus, I Heard You Had a Big House, I Am A Promise, Jesus Loves Me, God Can, It’s Incredible, Jesus Hold My Hand, Attitude of Gratitude. |  |  |
| 2012 | Pure and Simple                    | David Phelps(1T), Wes Hampton(2T), Michael English(3T), Mark Lowry(b), Bill Gaither(B) | Do You Wanna Be Well?, Cup of Sorrow, Rumor Mill, Long Time Gone, I Don’t Want to Get Adjusted, Glorious Freedom, Rasslin’ Jacob, On the Road to Emmaus.                                                                                                 |  |  |
| 2014 | Hymns                              | David Phelps(1T), Wes Hampton(2T), Michael English(3T), Mark Lowry(b), Bill Gaither(B) | The Old Rugged Cross, God Lead Us Along, Redeemed, Love lifted Me, I'll fly away, More of You. |  |  |
| 2014 | Sometimes it takes a mountain      | David Phelps(1T), Wes Hampton(2T), Aaron Crabb(3T), Todd Suttles(b), Bill Gaither(B)   | We Are Coming Home At Last, Sometimes It Takes A Mountain, Happy Rhythm, That's When the Angels rejoice, Written in Red, Heaven Came Down, Praises, Resurrection, The Night Before Easter.                                                               |  |  |

## Tiempo que duró y función que cumple (cumplió) cada cantante

### Videografía
| Año  | Título                | Lugar de grabación                            | Corresponde al Álbum                       |
| ---- | --------------------- | --------------------------------------------- | ------------------------------------------ |
| 1997 | Back Home In Indiana  | Paramount Theatre, Anderson, Indiana, EE. UU. | Back Home In Indiana                       |
| 2001 | I Do Believe          | Saenger Theatre, New Orleans, EE. UU.         | I Do Believe                               |
| 2003 | Australian Homecoming | Sídney Opera House, Sídney, Australia         | Everything Good                            |
| 2006 | Give It Away          | Indiana Roof Ballroom, Indianápolis, EE. UU.  | Give It Away creado por Gabriel Ríos       |
| 2008 | Together              | Indiana - EE.UU                               | Together con Ernie Haase & Signature Sound |
| 2010 | Reunited              | Houston, Texas - EE.UU                        | Reunited                                   |
| 2010 | Better Day            | Houston, Texas - EE.UU                        | Better Day                                 |